# Stade olympique de Sousse
Le stade olympique de Sousse (arabe : الملعب الأولمبي بسوسة), inauguré en septembre 1973 par le match Étoile sportive du Sahel-Club africain, est le principal stade de football de Sousse (Tunisie).
Il accueille en son sein les rencontres disputées par l'équipe de football de la ville : l'Étoile sportive du Sahel (ESS). Durant de longues décennies, les footballeurs soussiens ne connaissaient que les surfaces en terre battue et ne connaissent les surfaces en gazon que lors de l'inauguration du stade d'une capacité d'accueil initiale de 10 000 places.

## Évolutions
Il passe au fil des années à 15 000 places puis est à nouveau agrandi à l'occasion de la CAN 1994 avec 6 000 places supplémentaires pour atteindre une capacité de 21 000 places ; un tableau lumineux est installé par la même occasion. À l'occasion des Jeux méditerranéens de 2001, il est procédé à un réaménagement de la tribune d'honneur qui passe d'une capacité de 70 à 217 places. Le stade doit encore être agrandi pour atteindre la capacité de 42 000 places ainsi que l'annonce le président de l'ESS Moez Driss en mai 2008.
Des travaux lancés en 2019 doivent permettre l'agrandissement de l'enceinte et sa modernisation, avec une capacité portée de 23 000 à 40 000 places ; leur achèvement est prévu en 2022. En avril 2022, sa réouverture est annoncée même si la tribune de presse et le tableau d'affichage manquent.

## Manifestations
Depuis sa construction, le stade a accueilli certains matchs des manifestations suivantes :
- Coupe du monde des moins de 20 ans : 1977
- Coupe d'Afrique des nations : 1994, 2004
- Coupe arabe des vainqueurs de coupe : 1995
- Jeux méditerranéens : 2001
- Coupe de la confédération : 2008 (finale), 2015 (finale)

## Matchs de l'équipe nationale
L'équipe nationale de Tunisie a disputé cinq matchs au stade olympique de Sousse, soit deux victoires, deux nuls et une défaite. Elle a marqué au total dix buts contre trois buts encaissés.
| Match | Date             | Adversaire    | Rés.  | Buteur(s)                                     | Compétition                  |
| ----- | ---------------- | ------------- | ----- | --------------------------------------------- | ---------------------------- |
| 1     | 19 août 2009     | Côte d'Ivoire | 0 - 0 | -                                             | Match amical                 |
| 2     | 23 mai 2010      | Maroc         | 1 - 1 | Jemal 63e (pen.)                              | Qualifications au CHAN 2011  |
| 3     | 29 mai 2011      | Centrafrique  | 3 - 0 | Darragi 32e (pen.) 50e, Chehoudi 45e          | Match amical                 |
| 4     | 3 juin 2011      | Tchad         | 5 - 0 | Jemâa 22e 47e 53e, Darragi 45e, Abdennour 35e | Qualifications à la CAN 2012 |
| 5     | 14 novembre 2012 | Suisse        | 1 - 2 | Dhaouadi 59e                                  | Match amical                 |